# Eriekanalen
Eriekanalen er en menneskeskabt kanal i staten New York i USA, der løber fra Hudson-floden (nær byen New York) til Lake Erie, og dermed forbinder den De Store Søer med Atlanterhavet. Selvom kanalen oprindeligt blev foreslået i 1699, var det ikke før 1798, at Niagara Canal Company blev grundlagt og påbegyndte forberedelserne til anlæggelsen. Den første sektion af kanalen blev færdiggjort i 1819, mens hele kanalen åbnedes 26. oktober 1825. Den er 584 kilometer lang 12 meter bred og 1,2 meter dyb. Der er 83 sluser på kanalen, der hver er 27 x 4,5 meter. 
Kanalen resulterede i en massiv befolkningstilvækst i det vestlige New York, og åbnede vestligere egne til bosættelse. 
- Wikimedia Commons har flere filer relateret til Eriekanalen

43°01′20″N 78°52′51″V / 43.022273°N 78.880832°V